# Martin Scorsese
Martin Charles Scorsese (ur. 17 listopada 1942 w Nowym Jorku) – amerykański reżyser, scenarzysta, montażysta, aktor i producent filmowy. Laureat Oscara za reżyserię filmu Infiltracja (2006).

## Życiorys

### Wczesne lata

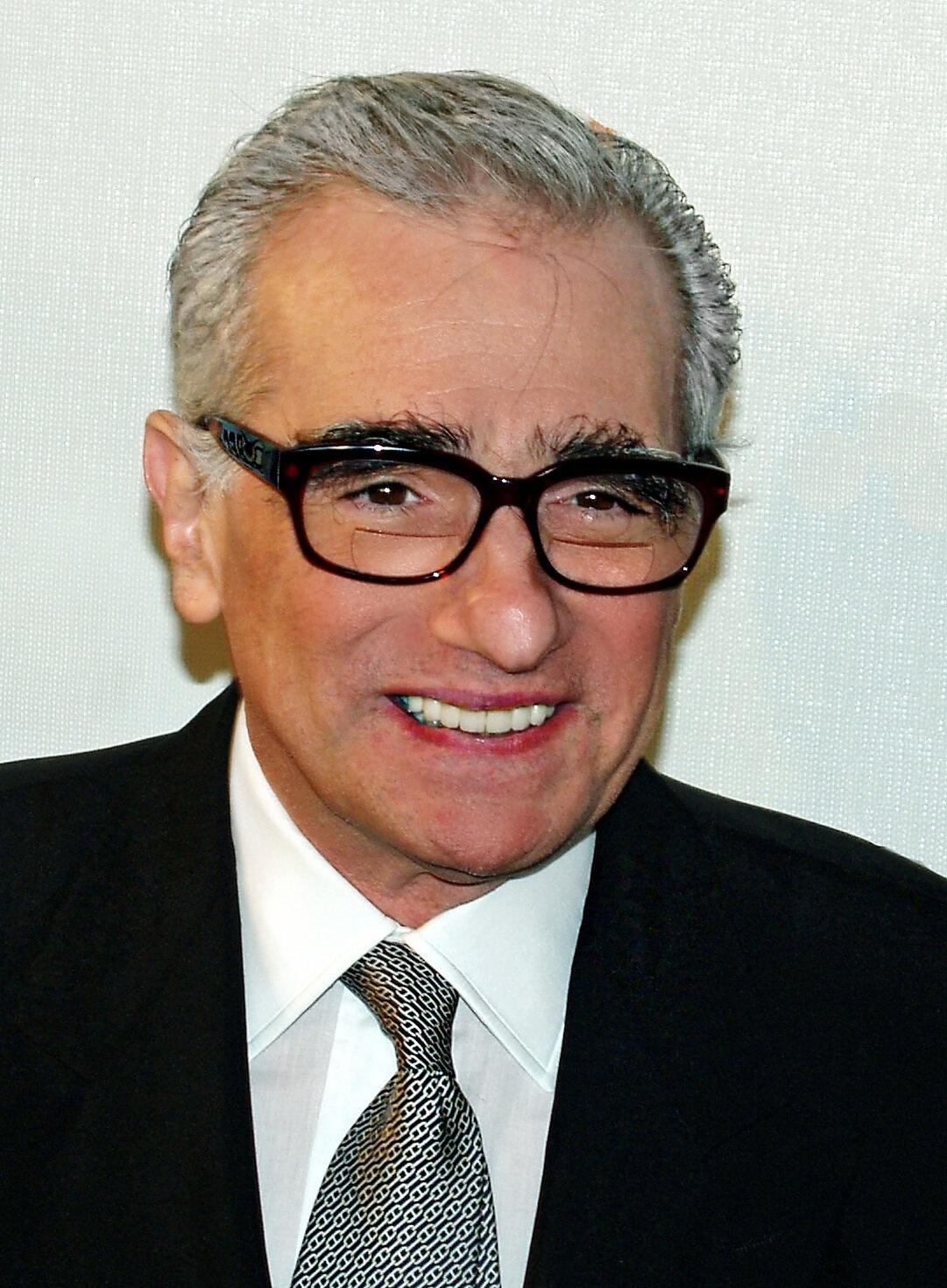
Martin Scorsese na Tribeca Film Festival (2007)

Urodził się we Flushing na Long Island, w rodzinie katolickiej jako drugi syn Catherine (z domu Cappa), szwaczki, i Luciano Charlesa Scorsese, prasowacza. Jego rodzice byli dziećmi sycylijskich imigrantów, którzy osiedlili się w Nowym Jorku około 1910. Charles początkowo zajmował się sprzedażą męskiej odzieży, w czasie szabatu Żydzi zatrudniali go do rozpalania pieców. Ojciec Charlesa pracował w stoczniach i branży owocowo-warzywnej. Z kolei dziadek Martina ze strony matki służył we włoskiej kawalerii, dopóki nie przekonał swojej żony do wyjazdu do Ameryki. Tam zajął się produkcją wina, podczas gdy ona zarabiała na życie szyjąc. Ich córka Catherine poślubiła Charlesa Scorsese w katedrze św. Patryka 10 czerwca 1934.
Rodzice mieszkali we wschodniej części Manhattanu, gdzie pracowali w dzielnicy przemysłu odzieżowego. Gdy Martin skończył osiem lat, przeprowadzili się do dzielnicy zwanej Corona, na przedmieściach Queens. Wkrótce jednak ojciec Martina popadł w kłopoty finansowe i rodzina musiała przenieść się z powrotem do kamienicy czynszowej, w której się urodził.
Martin jako dziecko chciał być malarzem, równocześnie interesował się filmem. Wolny czas spędzał często w kinie, do którego zabierali go rodzice. Po powrocie do domu rysował to, co wcześniej zobaczył. Wymyślał własne historyjki, pomysły biorąc z komiksów czy książek. Do dziesiątego roku życia jego ulubionym gatunkiem filmowym był western. Jego rodzina była jedną z pierwszych w bloku, która w 1948 roku kupiła telewizor. Dzięki telewizji miał możliwość poznania najważniejszych filmów kina hollywoodzkiego, europejskiego i japońskiego, które miały ogromny wpływ na jego późniejszą twórczość.
W latach dziecięcych chorował na astmę. Mając osiem lat, pragnął zostać księdzem. Zaczął uczęszczać do katolickiej szkoły średniej św. Patryka, gdzie nauczył się kaligrafować. Uczące tam zakonnice bardzo polubiły swojego podopiecznego, który chciał zostać misjonarzem. W wieku czternastu lat wstąpił do gimnazjum katedralnego, młodzieżowego seminarium na Upper West Side. Relegowano go jednak po roku, ponieważ nie koncentrował się na pracy. Kilka lat później zaczął studiować na Uniwersytecie Nowojorskim. Zdecydował się głównie dlatego, że w ogólnym programie odbywały się tam zajęcia z filmu. Na drugim roku miał zajęcia, w ramach których trzeba było zrobić własny, trzyminutowy film. Podchodząc do projektu, miał już wiedzę o bocznym i tylnym oświetleniu, obiektywach, przyspieszeniach i zwolnieniach. Studiował filmoznawstwo w latach 1960–1965. Na ten okres przypadał rozkwit francuskiej nowej fali, międzynarodowego kina artystycznego i odkryć kinematografii Europy Wschodniej.

### Kariera
Swój pierwszy prawdziwy film zrealizował w 1963. Był inspirowany animowaną krótkometrażówką The Critic.
Pierwszą nagrodę zdobył w 1964 w międzykolegialnym konkursie imienia Jesse L. Lasky’ego za film It’s Not Just You, Murray. W tym samym roku Scorsese otrzymał tytuł magistra komunikacji filmowej. Jeszcze przed uzyskaniem dyplomu poślubił koleżankę ze studiów, Laraine Marie Brennan, a 7 grudnia 1965 urodziła się ich córka. Wtedy też Scorsese zaprzyjaźnił się z innymi młodymi filmowcami: Brianem De Palmą, Michaelem Wadleighem, Jimem McBirde’em i Mardikiem Martinem. W 1969 wrócił na Uniwersytet w Nowym Jorku jako wykładowca.
W 1970 Scorsese przeniósł się do Hollywood. Dzięki swojemu filmowemu wykształceniu bez trudu znalazł pracę. Został montażystą. W 1973 na Nowojorskim Festiwalu Filmowym krytyka z uznaniem przyjęła Ulice nędzy (Mean Streets). W 1974 Francis Ford Coppola zarekomendował Martina Scorsese w wytwórni Warner Brothers. Zaowocowało to rozpoczęciem pracy nad kolejnym filmem Alicja już tu nie mieszka (Alice Doesn’t Live Here Anymore). Obraz ten stał się jego pierwszym komercyjnym sukcesem. Przyniósł też Oscara dla najlepszej aktorki dla grającej główną rolę Ellen Burstyn.
Kolejnym znaczącym filmem okazał się Taksówkarz (Taxi Driver). Scenariusz do tego filmu napisał Paul Schrader, w roli głównej osadzony został Robert De Niro, tworząc jedną ze swych najbardziej znanych kreacji. W filmie wzięli udział także: Harvey Keitel, Jodie Foster i Cybill Shepherd. Film otrzymał cztery nominacje do Oscara i zdobył Złotą Palmę na 29. MFF w Cannes. W 1977 Scorsese, De Niro i Liza Minnelli stworzyli razem kolejny film New York, New York, który jednak nie powtórzył sukcesu poprzednika.
Scorsese coraz częściej sięgał po narkotyki. Z powodu głębokiej depresji i uzależnienia od kokainy trafił we wrześniu 1978 do szpitala.
Kolejnym filmem Martina Scorsese był Wściekły Byk (Raging Bull, 1980), któremu Amerykańska Akademia Filmowa przyznała sześć nominacji do Oscara. Obraz ostatecznie zdobył dwie statuetki: dla najlepszego aktora (Robert De Niro za rolę Jake’a LaMotty) oraz za najlepszy montaż (Thelma Schoonmaker). Scorsese wykorzystał sukces filmu zrealizowanego w czarno-białej konwencji i rozpoczął międzynarodową kampanię popierającą kino czarno-białe.
W 1985 zrealizował Po godzinach (After Hours) z Griffinem Dunnem i Rosanną Arquette w rolach głównych. Scorsese otrzymał za niego nagrodę dla najlepszego reżysera na 39. MFF w Cannes. W 1986 nakręcił Kolor pieniędzy (The Color of Money) z Paulem Newmanem, który otrzymuje za swą kreację Oskara dla najlepszego aktora. W 1986, kiedy otrzymał fundusze, Scorsese zrealizował w końcu wymarzony projekt – Ostatnie kuszenie Chrystusa (The Last Temptation of Christ) – na podstawie dzieła Nikosa Kazandzakisa. Film wywołał zamieszanie i stał się powodem religijnych demonstracji na całym świecie. Film przyniósł mu drugą nominację do Oscara dla najlepszego reżysera.
W 1990 Scorsese wraz z siedmioma innymi realizatorami filmowymi założył Film Foundation. W 1990 powstali Chłopcy z ferajny (Goodfellas), opowieść o mafii i jej wewnętrznych zależnościach. Film uzyskał sześć nominacji do Oskara. W 1991 American Cinematique uhonorował reżysera za spektakularną karierę. W następnym roku zapoczątkował kampanię filmową Martin Scorsese Presents poświęconą propagowaniu klasyki filmowej.
W 1995 powstał kolejny film, Kasyno (Casino), w którym ponownie nawiązał do tematyki świata przestępczego, osadzonego w realiach Las Vegas lat siedemdziesiątych. Scorsese był producentem filmów Spike’a Lee Ślepy zaułek (Clockers) oraz Allison Anders W rytmie serca (Grace of My Heart), a także współproducentem Kicked in the Head Matthew Harrisona.
W 1997 został uhonorowany przez Amerykański Instytut Filmowy za całokształt twórczości. Rok później powstał Kundun – życie Dalaj Lamy (Kundun), historia wczesnego życia Dalajlamy. W maju 1998 otrzymał nagrodę od Lincoln Center’s Film Society i przewodniczył obradom jury konkursu głównego na 51. MFF w Cannes.
W 2002 wszedł na ekrany film Gangi Nowego Jorku (Gangs of New York), zdobywając wiele wyróżnień, w tym Złoty Glob w kategorii Najlepszy reżyser. Scorsese był przewodniczącym jury sekcji „Cinéfondation” na 55. MFF w Cannes (2002).
W 2005, jako część serii American Masters, kanał PBS wyświetlił film dokumentalny Bez stałego adresu: Bob Dylan (No Direction Home: Bob Dylan), który ukazał się później również w formacie DVD. Ten dokument przyniósł mu nagrodę Grammy w kategorii „Najlepszy filmowy klip muzyczny”. W 2007, po sześciu nominacjach do Oscara za najlepszą reżyserię, Scorsese otrzymał statuetkę w tej kategorii za film Infiltracja (The Departed).
W 2011 roku otrzymał tytuł doktor honoris causa Państwowej Wyższej Szkoły Filmowej Telewizyjnej i Teatralnej im. Leona Schillera w Łodzi.
Scorsese był czterokrotnie żonaty, m.in. z aktorką Isabellą Rossellini i producentką Barbarą de Fina. W 1999 poślubił Helenę Morris. Mieszka w Nowym Jorku. Jest ojcem trzech córek.

## Charakterystyka twórczości
Życie na ulicach Małej Italii ukształtowało zarówno styl, jak i fabularną zawartość filmów Scorsese. „Opowieści z ulic, zmieszane z doświadczeniami z własnego życia, miały się stać podstawowym źródłem jego pierwszych, otwarcie autobiograficznych filmów długometrażowych”.
„Mówią o nim: najbardziej utalentowany reżyser ostatnich lat. Wirtuoz stylu. Artysta pasji i obsesji. Mówią też o nim: artysta kontrowersyjny. Jego filmy często wzbudzają sprzeciw. Hiperrealistycznym okrucieństwem, sadystycznymi podtekstami, zafascynowaniem przemocą”. Kręci filmy nie zwracając uwagi na obowiązujące mody i panujące trendy. W jego filmach pojawiają się wątki i podteksty religijne. Wyróżnia go przede wszystkim ogromna doza energii zawarta w sposobie opowiadania, rytmu, ekspresji języka czy muzyki. „Czysto filmowy potencjał podszyty jest moralnym niepokojem, wewnętrznym rozdarciem i wrażliwością reżysera. Filmy Scorsese są jak pytania. Jak być dobrym człowiekiem, a jednocześnie zaakceptować twarde reguły życia w społeczności”.
„Scorsese potrafi z łatwością łączyć intymność filmowego przekazu ze świadomością formy, zaangażowanie emocjonalne z dystansem wobec opowiadanej historii. Z równym powodzeniem wykorzystuje odmienne „strategie” filmowe: quasi-dokumentalny, niemal etnograficzny zapis wycinka rzeczywistości (Ulice nędzy, Wściekły Byk) oraz wykreowaną, często fantasmagoryczną wizję, będącą ekspresjonistycznym odbiciem szczególnego stanu umysłu (Taksówkarz, Po godzinach, Przylądek strachu)”. Scorsese jest reżyserem, który zarówno pokochał, jak i zrozumiał kino. Kiedy kręci film, daje z siebie wszystko: fizycznie, emocjonalnie i finansowo. Ogromny ładunek emocjonalny tkwi w bohaterach jego filmów. Reżyser nie skupia się na wydarzeniach, ale głównie na ludziach, tworząc głębokie i niejednoznaczne portrety psychologiczne. Motywy przewodnie jego filmów można zamknąć w czterech grupach: religia, rodzina, przemoc i samotność.

## Wpływ polskiej kinematografii
Reżyser przyznał się w jednym z wywiadów do tego, że duży wpływ na jego twórczość miała polska kinematografia:

Nie umiem wytłumaczyć, jak wielki wpływ miało wasze kino – panowie Wajda, Polański, Skolimowski, cała grupa tego czasu – na moją twórczość filmową. I ma do dziś, bo gdy robię film zazwyczaj łapię się na tym, że pokazuję aktorom czy operatorom właśnie polskie filmy.

Martin Scorsese w 2014 roku zapoczątkował w Stanach Zjednoczonych cykl pokazów arcydzieł polskiej kinematografii pt. „Martin Scorsese Presents: Masterpieces of Polish Cinema”, które sam wytypował jako najlepsze polskie filmy. Prezentacja polskiego kina w Ameryce Północnej zainicjowana została 5–7 lutego 2014 roku w Nowym Jorku. Zaplanowane tournée po Stanach Zjednoczonych i Kanadzie obejmowało pokaz 21 polskich filmów po rekonstrukcji cyfrowej, które prezentowane były w 30 miastach. Pokazy cieszyły się dużym zainteresowaniem publiczności aż do końca tournée w lutym 2015 roku.

## Odznaczenia
- Officier Legii Honorowej – Francja[15]
- Cavaliere di Gran Croce Orderu Zasługi Republiki Włoskiej – Włochy, 2000[16]
- Złoty Medal „Zasłużony Kulturze Gloria Artis” – Polska, nadanie 2017[17][18], wręczenie 2025[19]

## Filmografia

### Reżyser
- Kto puka do moich drzwi? (1967)
- Wagon towarowy Bertha (1972)
- Ulice nędzy (1973)
- Alicja już tu nie mieszka (1974)
- Taksówkarz (1976)
- New York, New York (1977)
- Ostatni walc (1978)
- Wściekły Byk (1980)
- Król komedii (1983)
- Po godzinach (1985)
- Niesamowite historie (odcinek Mirror, Mirror, 1986)
- Kolor pieniędzy (1986)
- Ostatnie kuszenie Chrystusa (1988)
- Nowojorskie opowieści (segment Life Lessons, 1989)
- Chłopcy z ferajny (1990)
- Przylądek strachu (1991)
- Wiek niewinności (1993)
- Kasyno (1995)
- Kundun – życie Dalaj Lamy (1997)
- Ciemna strona miasta (1999)
- Gangi Nowego Jorku (2002)
- Aviator (2004)
- No Direction Home (2005)
- Infiltracja (2006)
- Rolling Stones w blasku świateł (2008)
- Wyspa tajemnic (2010)
- Zakazane imperium (odcinek Boardwalk Empire, 2010)
- Hugo i jego wynalazek (2011)
- Wilk z Wall Street (2013)
- Vinyl (odcinek Pilot, 2016)
- Milczenie (2016)
- Irlandczyk (2019)
- Czas krwawego księżyca (2023)

## Nagrody
| Rok  | Nagroda                   | Kategoria           | Film                             |
| ---- | ------------------------- | ------------------- | -------------------------------- |
| 1975 | BAFTA                     | Najlepszy film      | Alicja już tu nie mieszka (1974) |
| 1976 | Nagroda na MFF w Cannes   | Złota Palma         | Taksówkarz (1976)                |
| 1986 | 39. MFF w Cannes          | Najlepszy reżyser   | Po godzinach                     |
| 2003 | Złoty Glob                | Najlepszy reżyser   | Gangi Nowego Jorku (2006)        |
| 2007 | Złoty Glob                | Najlepszy reżyser   | Infiltracja (2006)               |
| 2007 | Nagroda Akademii Filmowej | Najlepsza reżyseria | Infiltracja (2006)               |
| 2012 | Złoty Glob                | Najlepszy reżyser   | Hugo i jego wynalazek (2011)     |